# Маціївка
Маці́ївка — село в Україні, у Прилуцькому районі Чернігівської області. Входить до складу Сухополов'янської сільської громади.

## Географія

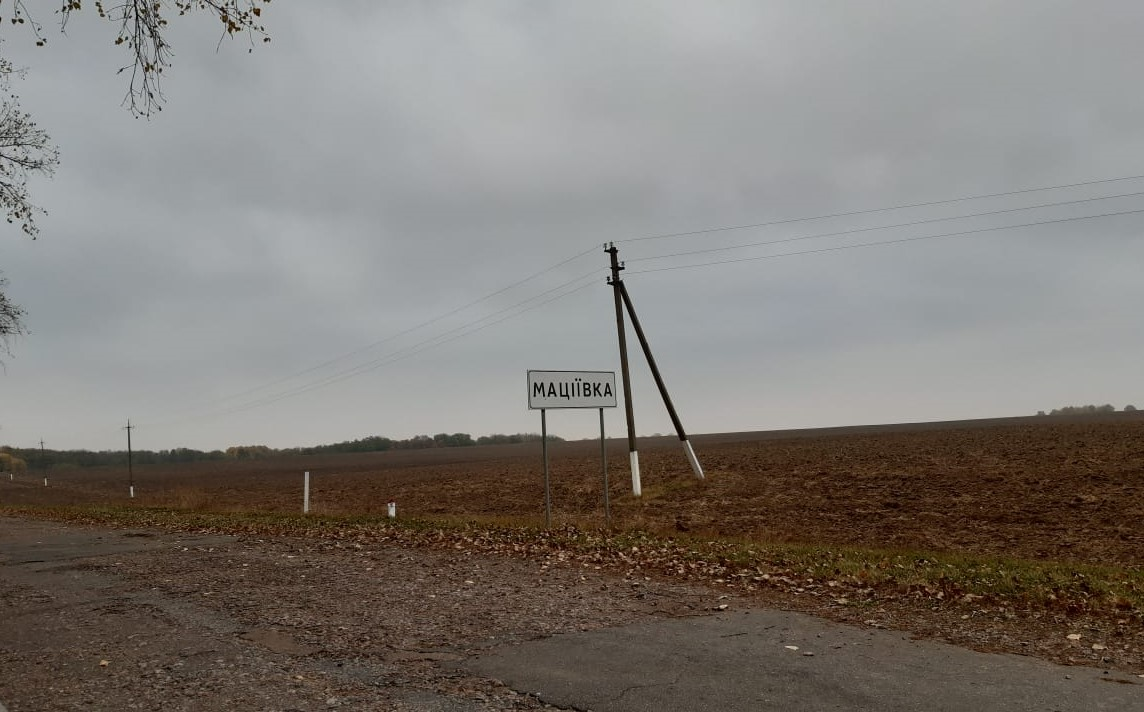
В’їзд у Маціївку. Жовтень, 2020

Село Маціївка розташоване на відстані 11 км від районного центру — міста Прилук. До обласного центру (Чернігова) — 162 км; до Києва —154 км. Поруч (за 2 км від села) проходить автомобільна дорога Т 2524 Борзна – Прилуки.
Населення — 163 особи. Національний склад представлений переважно українцями, конфесійний склад — християни.
Маціївка має п’ять кутків: Село, Гора, Церкв’янське, Ковалівка та Юхнівка. 
Неподалік села розташовані ліси – Густинський та Діброва.

## Сучасний стан

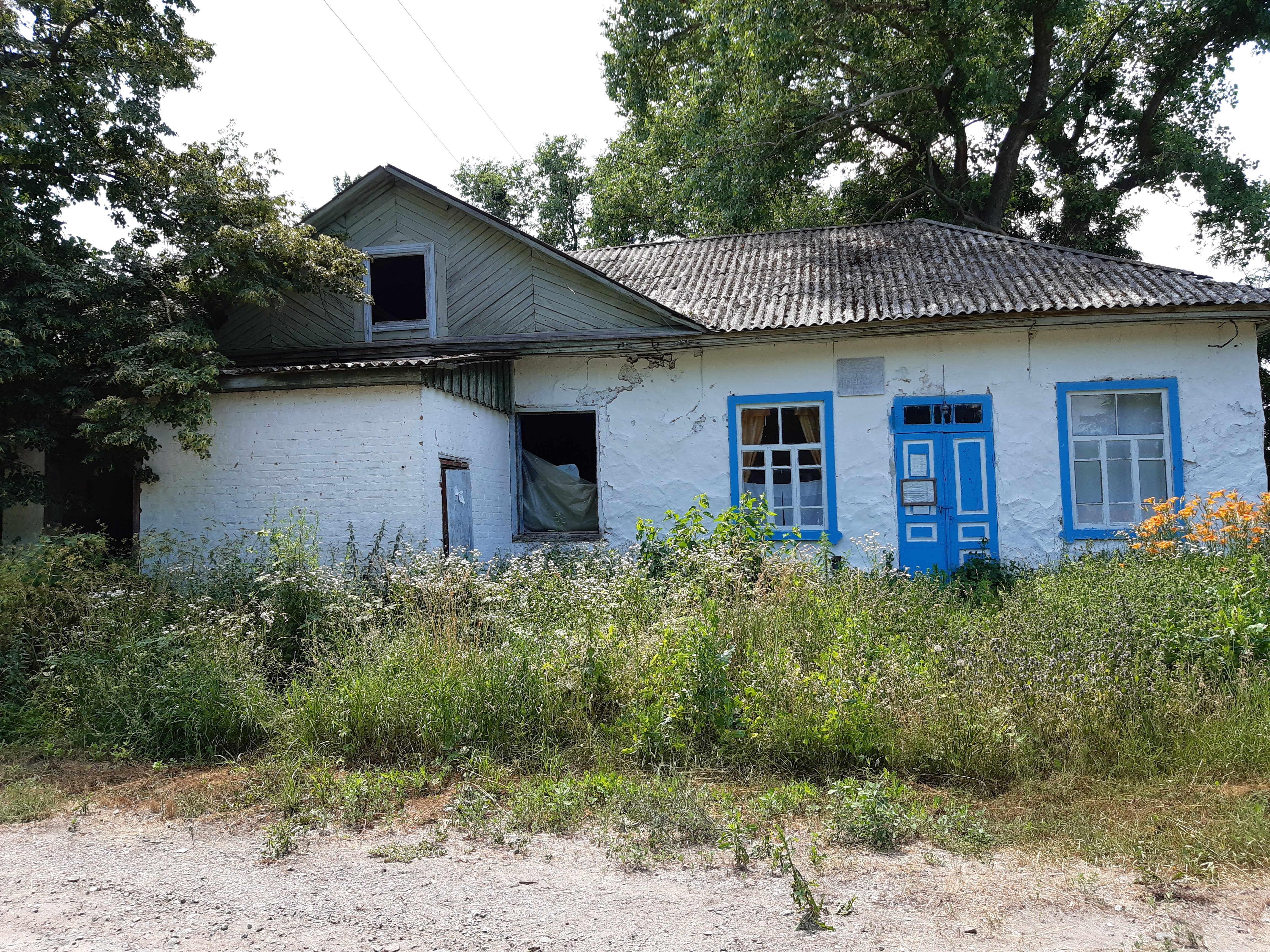
Колишнє адміністративне приміщення в с. Маціївці. Червень, 2019

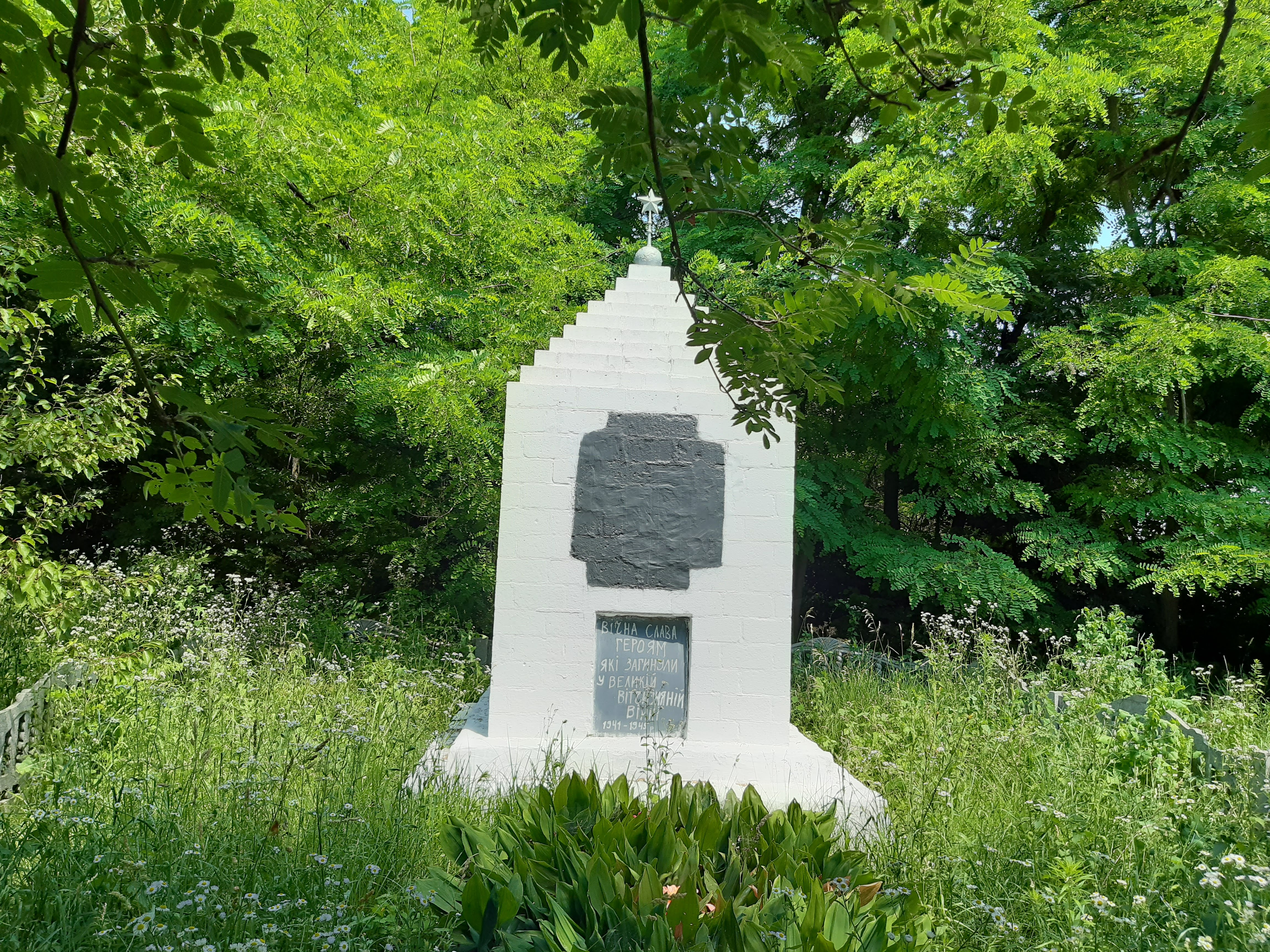
Пам’ятний знак загиблим у Другій світовій війні. Червень, 2019

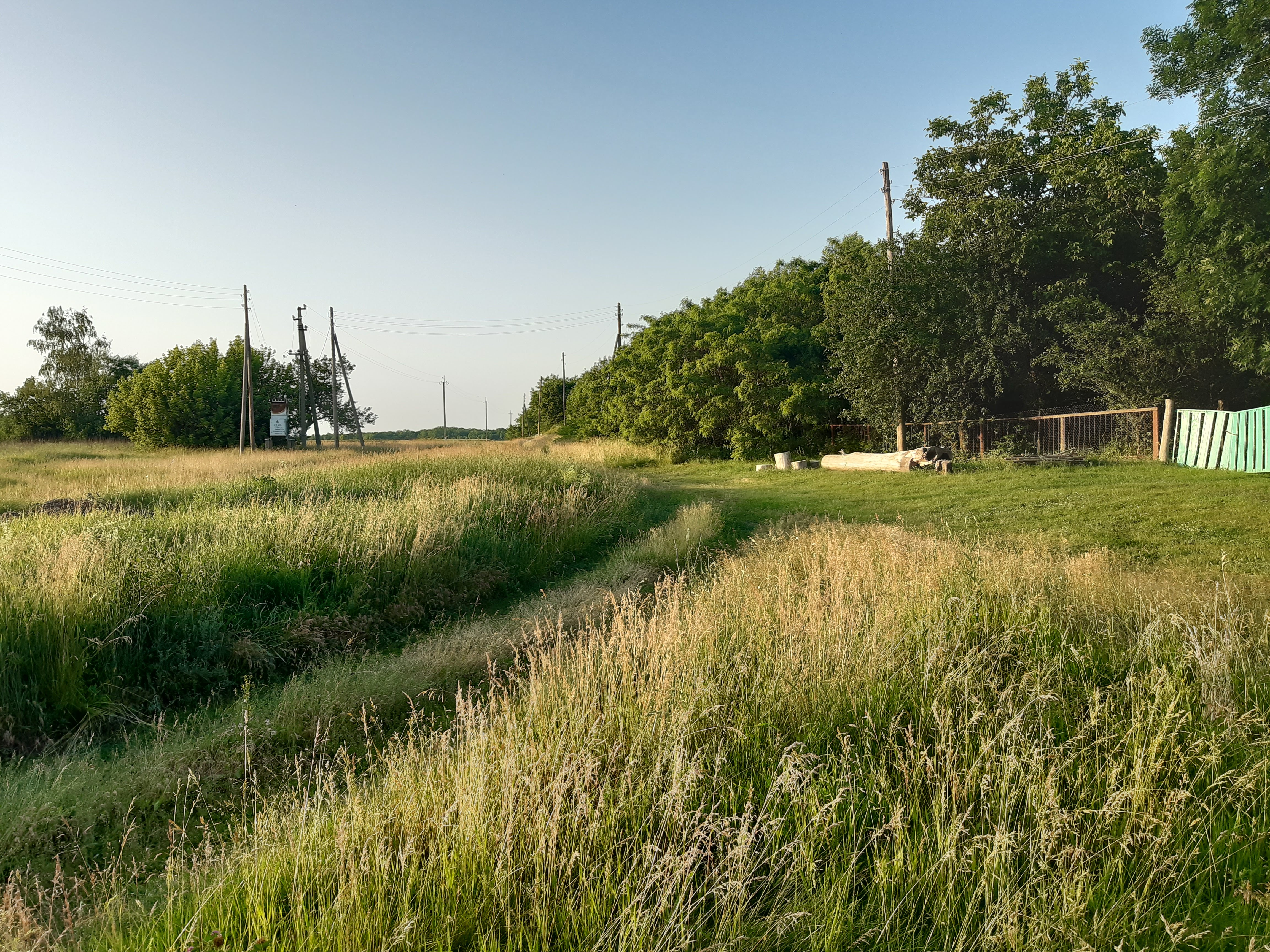
Вигін на Горі. Червень, 2022

Нині землі довкола Маціївки обробляє агропромислове об'єднання ім. І. Супруненка ВАТ «Прилуцький хлібозавод». Вирощують переважно зернові культури. У селі розташовано машино-тракторний стан.
Комори та тваринницькі ферми, збудовані в радянські часи, зруйновано. Такої ж долі зазнав зерноочисно-сушильний комплекс — коли колгосп розпався, а споруду занедбали, місцеві селян розібрали її на цеглу. Довго стояла пусткою цегляна будівля магазину, а пізніше її теж розібрали.
У селі донедавна діяло поштове відділення — його закрили 2018 року. У Маціївці немає ані церкви, ані магазину, ані будинку культури, ані школи, ані дитячого садка, ані фельдшерсько-акушерського пункту.
Небагатьох дітей, які мешкають у Маціївці, автобусом возять до школи у центр старостинського округу — село Замістя.
Яр розділяє Маціївку на три частини: асфальтовану дорогу прокладено лише до однієї з них. Регулярне автобусне сполучення відсутнє.
Поблизу Маціївки розташовано кар’єр, де добували глину для цегельного заводу ТОВ «Керамік-Прилуки». До кар’єра веде бетонна дорога.
Хоча церкви в Маціївці немає, храмове свято в селі відзначають на Михайлове чудо — 6 (19) вересня.
У жовтні 2024 року в Маціївці відкрили туристичну локацію – Етносадибу «Диво-Мед». В експозиції представлені предмети побуту жителів села, старовинні інструменти та знаряддя праці, національний одяг, роботи ручної вишивки. Ініціаторкою створення музею стала Тетяна Жилкіна – власниця пасіки «ДиВоМед», вчителька біології Прилуцького ліцею №5.

## Пам'ятки

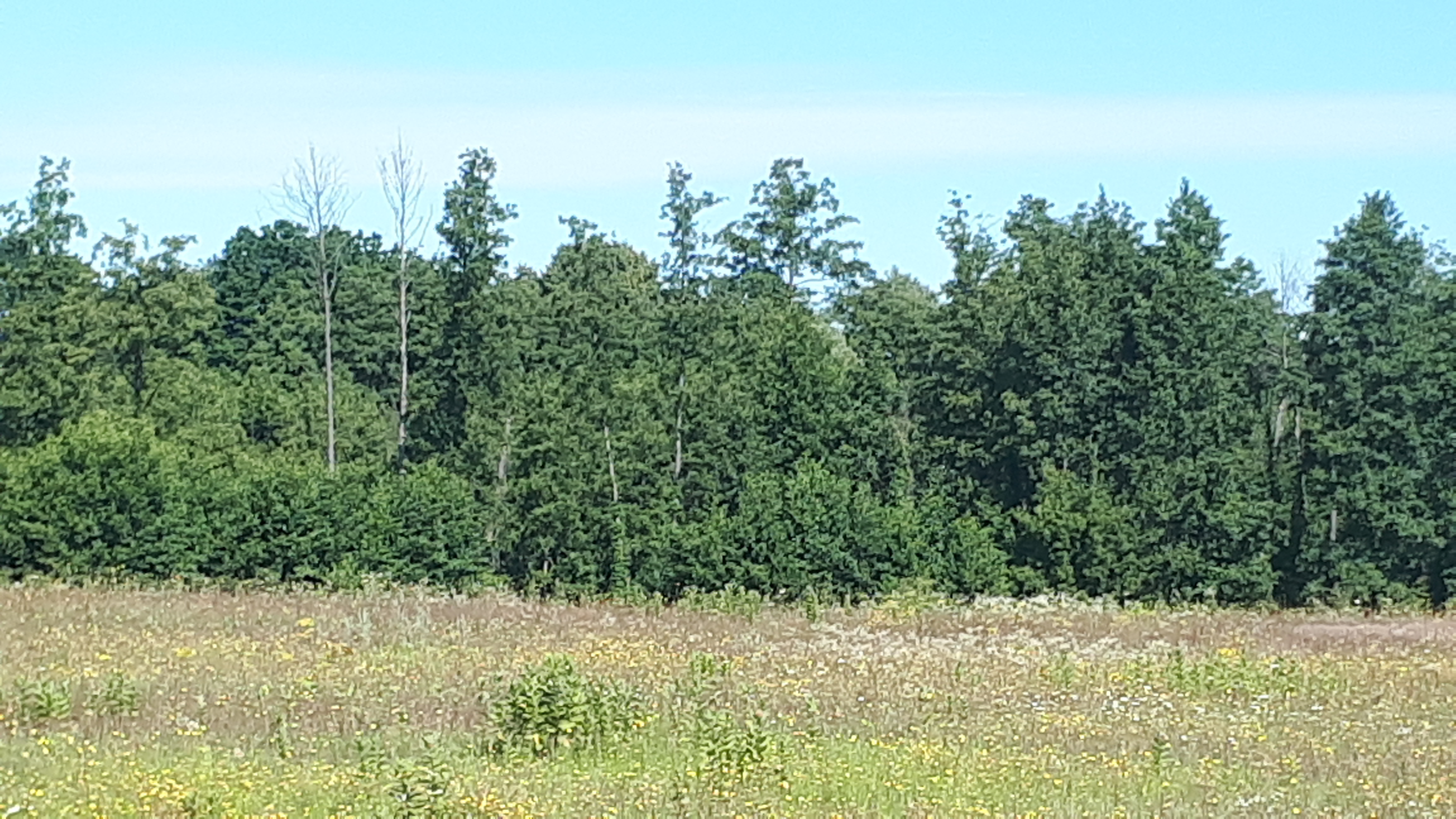
Ботанічний заказник Діброва-1

- Діброва-І — ботанічний заказник місцевого значення.

## Історія
Назву село взяло від прізвища першого поселенця Мацака, який поселився тут ще за монголо-татар. Перша писемна згадка про Маціївку датується 1619 роком. З фольклорних джерел відомо: тут жили козаки та селяни. Вільними були тільки 10 козацьких сімей. Селяни працювали на Густинський монастир. Населений пункт входив до полкової сотні Прилуцького полку.
Мешканці Маціївки не раз намагалися звільнитися від монастирської залежності, але гетьмани, починаючи від Богдана Хмельницького, наказували селянам «належитое послушенство по-прежнему монастырю отдавать». 1660 року московський цар, а не чомусь гетьман Ю.Хмельницький, надав Густинському монастиреві жалувану грамоту на село Маціївку з двома водяними млинами. Село залишалось у володінні монастиря до 1786 року, після чого його передали до казни.
Першу церкву в Маціївці побудували 1737 року завдяки Густинському монастирю. Церква була дерев’яною й називалася Михайлівською.
1713 року в селі було 70 дворів, 1740 — 71 двір (80 хат), 1780 — 106 дворів (118 хат). 1797 року налічувалося 410 душ чоловічої статі податкового населення; 1859 — 136 дворів (698 жителів). 1886 — 149 дворів казенних селян, 2 двори козаків, загалом жителів — 747. Діяла нова (зведена 1853 року) дерев’яна церква, шинок, 20 вітряків, олійниця.
1815 року в Прилуцькому повіті відкрили перші сільські училища (початкові школи), одне з них з’явилося в Маціївці (вчитель Павло Киянівський).
Найдавніше знаходження на мапах — 1816 рік.
У ХІХ ст. село було волосним центром Прилуцького повіту. У Маціївці розташовувалося волосне правління відомства Палати державного майна, якому підпорядковувалися державні та казенні селяни. Після адміністративної реорганізації 1867 року Маціївка увійшла до Прилуцької волості.
1846 року село відвідав Т. Г. Шевченко.
За даними першого загального перепису населення Російської імперії, що відбувся 1897 року, у Маціївці мешкало 836 осіб, усі – православні. За статтю жителі розподілялися так: 398 чоловіків і 438 жінок.
За відомостями 1910 року, у Маціївці налічувалося 156 домогосподарств, із них селянських – 152, а також 2 козацьких і 2 привілейованих верств. У селі проживала 861 особа, зокрема 13 теслярів, 5 кравців, 1 швець, 2 столяри, З ковалі, 1 слюсар, 17 ткачів, 30 поденників, 5 займалися інтелігентними та 85 іншими неземлеробськими заняттями. Основним заняттям решти дорослого населення було землеробство. У селі налічувалося 934 десятин придатної землі. Діяла змішана однокласна церковнопарафіяльна школа.
У 1911 році у селі Маціївка була церква св. Михаїла, церковноприходська школа та жило 857 осіб.
В «Історії міст і сіл Української РСР» зазначено, що радянську владу в селі вперше встановлено в січні 1918 року. Комсомольську організацію створено в 1930 році, партійний осередок — у 1945 році. У 1930 році організовано ТСОЗ (Товариство спільної обробки землі — одна з форм колективізації).
1925 року в селі налічувалося 203 двори (969 жителів), 1930 — 220 дворів (956 жителів). 1930 року в Маціївці організували сільськогосподарську артіль «Вільна праця»  — 1950 року її перейменували в колгосп ім. М. Фрунзе.

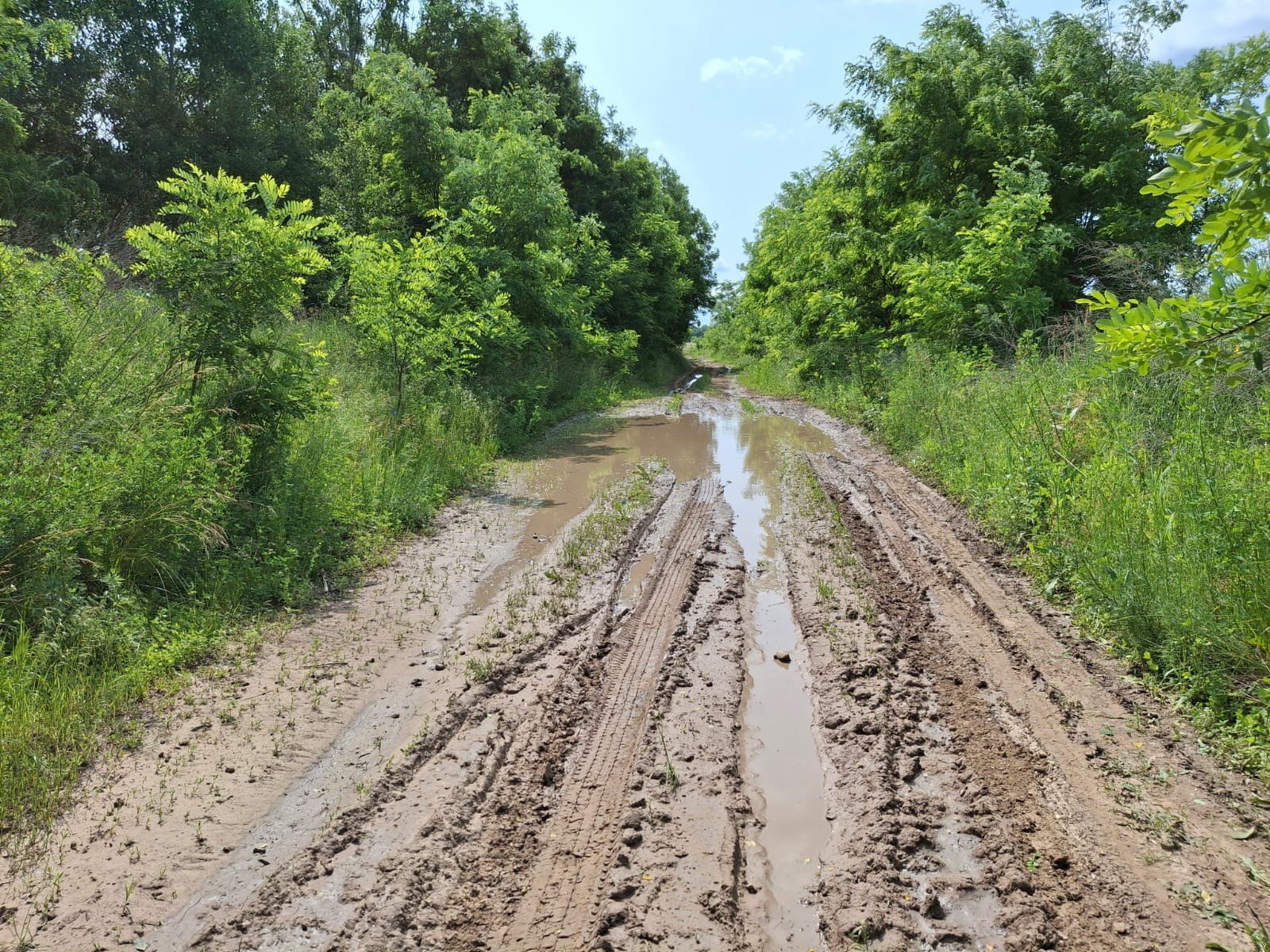
Ґрунтова дорога від кар’єра до Маціївки після дощу. Червень, 2025

Старожили розповідали, що під час Німецько-радянської війни в лісі поблизу Маціївки, що йменується Дібровою, переховувалося декілька єврейських родин, котрі втекли від нацистів із Прилук. Хтось із селян буцімто видав їх окупаційній владі. З райцентру на автівці прибула група гітлерівців; вони розстріляли євреїв просто біля землянок, у яких ті жили.
Кажуть, що після видворення нацистів з Прилуцького району тіла розстріляних євреїв перепоховали в братській могилі в центрі Маціївки разом з червоноармійцями, котрі загинули в боях за Прилуччину. 1967 року на могилі встановили пам’ятник Невідомому солдатові. Пізніше могилу та пам’ятник перенесли з пагорба ближче до сільради. З часом скульптура зруйнувалася, і вже за часів незалежної України на постаменті, що залишився, звели пам’ятний знак із радянською зіркою.
За одними даними, під час Німецько-радянської війни загинуло 102 мешканці Маціївки. «Історія міст і сіл Української РСР» у статті про Маціївку стверджує, що «на фронтах Великої Вітчизняної війни проти німецько-фашистських загарбників билися 157 жителів, з них 81 нагороджено орденами й медалями СРСР. 75 чоловік полягли смертю хоробрих».
На околиці Маціївки розташовано старий сад, його площа — близько 5 га. Цей сад був посаджений ще за російського царату вчителем місцевої школи Мирютою Петром Івановичем — за радянської влади господарство розкуркулили, а Мирюту вислали із села. Його будинок, який стояв на території саду, після Другої світової війни перенесли в центр села; тривалий час у ньому містилася контора колгоспу ім. М. Фрунзе.

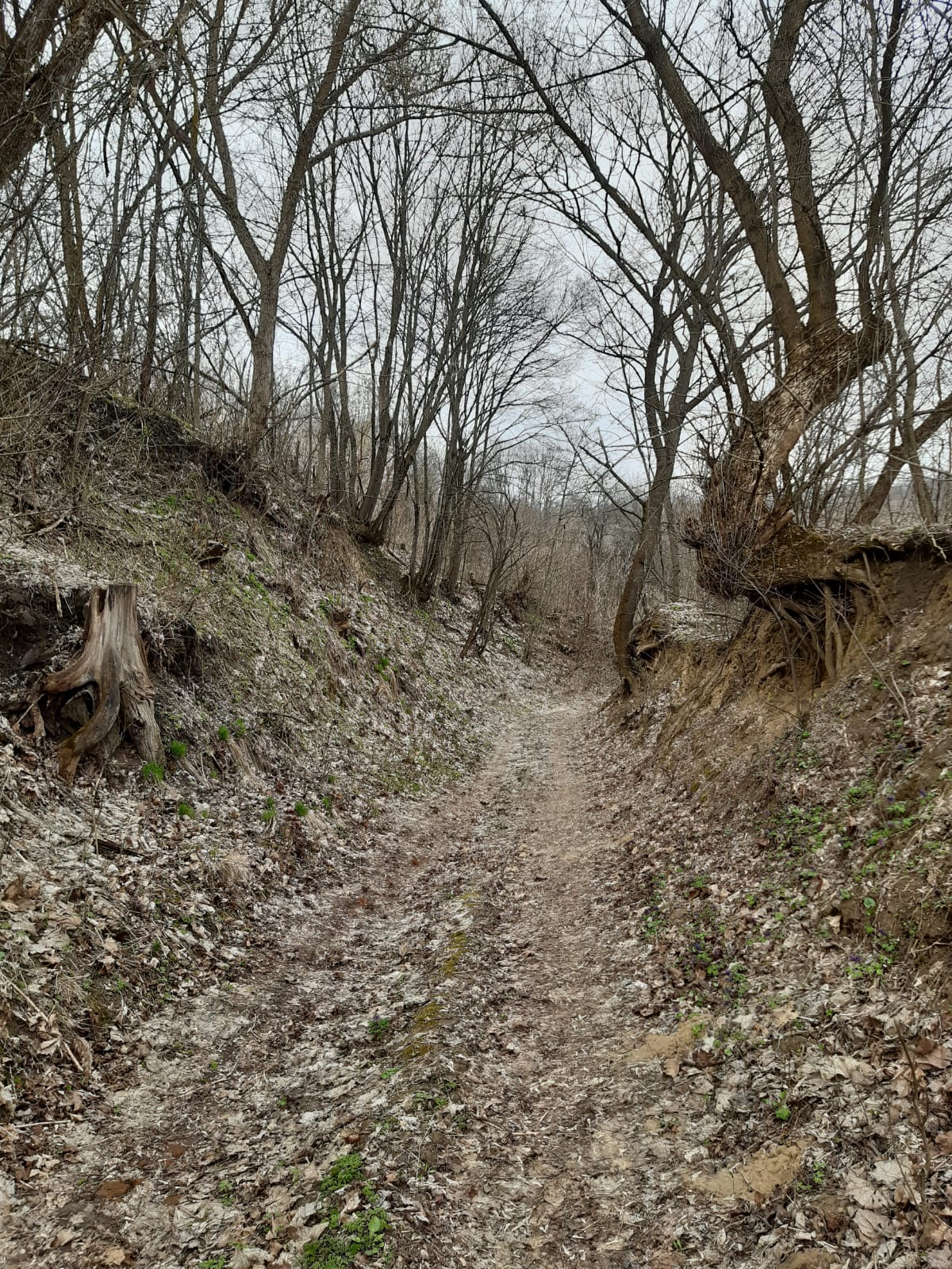
Дорога в яр. Квітень, 2023

Пізніше керівництво колгоспу наказало розібрати дерев’яну церкву, що стояла в центрі Маціївки — з цього матеріалу побудували приміщення барачного типу, де розмістили бібліотеку, пошту, клуб і медпункт.
1944 року в селі нараховується 203 двори (734 жителів), 1951 — 211 дворів (634 жителів, із них — 37 робітників). Колгосп ім. М. Фрунзе об'єднував 199 дворів (276 працездатних осіб), мав 1264 га землі (809,5 га орної), коней — 35, великої рогатої худоби — 122 голови (у тому числі 17 волів) .
1951 до колгоспу ім. М. Фрунзе приєднали колгосп ім. Т. Шевченка (Густиня), після чого стало вже 277 дворів колгоспників (355 працездатних), 1865 га землі (1129 га орної), коней — 50, великої рогатої худоби — 182 голови. Одночасно до Маціївської сільради долучили Густинську, а пізніше й Замостянську сільради. Таким чином Маціївка стала центром сільради, до якої також входили села Замістя, Густиня, Заудаївське та хутір Капустенці.
За колгоспом ім. М. Фрунзе було закріплено 2040 га сільськогосподарських угідь, зокрема 1654 га орної землі. Тут вирощували зернові культури, буряки, городину, м’яту. Господарський двір складався з корівника, телятника, конюшні, вівчарні, комір. За самовіддану працю 42 трудівники нагороджено орденами й медалями. Деякий час у селі діяв швейний цех.
1961 року в Маціївській початковій школі навчалося 35 учнів — навчальний процес забезпечували 3 вчителі. 1971 року в селі було 194 двори (474 жителів). 1978 року до Маціївки побудували асфальтну дорогу.
Станом на 1972 рік у Маціївці діяла початкова школа, у якій налічувалося 19 учнів і 2 вчителі. Учні старших класів пішки ходили до шкіл сусідніх сіл — у Густиню та Полову. Повну середню освіту можна було здобути тільки в райцентрі — Прилуках.
1982 року сільраду, колгоспну контору та МТС перевели до села Замістя. Після цього Маціївка стала занепадати. В останні роки радянської влади тут звели зерноочисно-сушильний комплекс.
З 1992 року в Маціївці містилося відділення пайгоспу «Замостянське». Діяв фельдшерсько-акушерський пункт, сільський клуб на 200 місць, бібліотека (3,7 тис. одиниць зберігання), магазин.
До 2019 року орган місцевого самоврядування — Замостянська сільська рада (належали села Замістя, Маціївка, Густиня і хутір Капустенці).

### Легенди про Маціївку
За переказами, колись дуже давно, коли річка (яку тепер називають Удаєм) була значно глибшою й повноводнішою, поблизу нинішньої Маціївки розташовувалася пристань, де буцімто зупинялися великі кораблі.
Нині один куток села, що йменується Горою, закінчується крутим схилом, який візуально нагадує берег колись глибокої річки. Місцеві жителі називають цей схил, що тягнеться в напрямку села Заудаївського, Стінкою  — десь тут ніби й була пристань.
Перекази збігаються з даними археологів, які стверджують, що поблизу Маціївки розташовувалося давньоруське городище: «За 500 метрів на схід від села, за один кілометр на захід від села Заудаївське, в урочищі Городок, розмір 40 на 50 метрів і 40 на 70 метрів».
Унизу в цю Стінку впирається болото, що тягнеться від річки Удай, котра протікає біля сусіднього села Густині, відомого завдяки тамтешньому монастирю XVII століття. Подекуди болото переходить у небезпечну трясовину, місцями на ньому розташовані невеликі чисті плеса, де глибина сягає більш як 10 м. Через велику глибину місцеві мешканці називають ці місцини прірвами й ніколи не купаються тут.
Донедавна сільські хлопці купалися на невеликих озерах уздовж берегової лінії болота, хоча там і водилися жаби, п’явки та рептилії. Тепер ці водойми позаростали очеретом та осокою, тому зовсім не придатні для купання.
Частину болота займає ліс, який називають Густинським, у якому серед дерев переважають вільха, клен, ясен. Через болото й ліс — стежкою та кладками — із Маціївки можна навпростець пройти до Густині.
З висоти маціївської Стінки відривається чудовий вигляд на золочені бані Густинського Свято-Троїцького монастиря, що розташований унизу — за лісом посеред боліт.
Раніше селяни заготовляли на болоті осоку, очерет, лозу. У давніші часи молодь Маціївки взимку влаштовувала на болоті, вкритому кригою, народні гуляння, найчастіше з приводу різдвяних свят, споруджуючи із дерева різноманітні атракціони.
Люди переказують ще одну цікаву легенду, пов’язану зі Стінкою. Буцімто шведський король Карл XII, втікаючи після поразки під Полтавою, наказав скотити тут у болото діжки із золотом, щоб воно не дісталося російським військам.
За чутками, американці пропонували урядові СРСР безплатно очистити від мулу річку Удай та навколишні болота й зробити цю водну артерію судноплавною. Єдина умова, яку виставили американці, — усе, що вони знайдуть, має залишитися їм. Однак Москва не прийняла таку пропозицію, буцімто в майбутньому збираючись самостійно реалізувати проект з очистки Удаю. Ішлося не лише про скарби Карла XII, а й про рештки кораблів, які затонули тут у давнину, коли річка була ще глибокою й широкою. Від тих часів минуло не одне десятиліття, а Удай так ніхто й не почистив.

## Політика

### Парламентські вибори, 2019
На позачергових парламентських виборах 2019 року у селі функціонувала окрема виборча дільниця № 740596, розташована у приміщенні фельдшерського пункту.
Результати
- зареєстровано 75 виборців, явка 80,00%, найбільше голосів віддано за «Слугу народу» і Всеукраїнське об'єднання «Батьківщина» — по 25,00%, за «Європейську Солідарність» — 16,67%[12]. В одномандатному окрузі найбільше голосів отримав Сергій Коровченко (самовисування) — 61,67%, за Бориса Приходька (самовисування) — 10,00%, за Олену Шинкаренко (Радикальна партія Олега Ляшка) — 8,33%[13].

## Населення

### Мова
Розподіл населення за рідною мовою за даними перепису 2001 року:
| Мова       | Кількість | Відсоток |
| ---------- | --------- | -------- |
| українська | 162       | 99.39%   |
| російська  | 1         | 0.61%    |
| Усього     | 163       | 100%     |

## Маціївка в літературі
Описи Маціївки надибуємо в книзі Григорія Полтара «Терпкий кетяг калини»:

| «Билася моя матусенька, як риба об лід. Та всі її надії і сподівання були марними. А лікарі тільки розводили руками. Та, як кажуть: «Світ не без добрих людей». Хтось підказав моїм батькам, що є в селі Маціївці знахарка — бабуся, яка такі хвороби виліковує». |
| «У далечині вже промайнуло село Маціївка, більша частина якого знаходилося в низині. Наближаючись до будівель, мати вгледіла іще одну дорогу, що пролягала через ярок. Не вагаючись, вона звернула коня зі шляху. Люди, які тут мешкали, рідко використовували цю небезпечну дорогу, а якщо й користувалися нею, то мабуть мали надійних коней. Відчувши неминучу біду, Сивко від такої несподіванки аж захріп і, зупинившись, став дивитися зі страхом вниз. Очі в нього зробилися великі, вуха ще сильніше притислися до голови і він, упираючись своїми ногами, схвильовано затупцював, але тягар воза підштовхнув його з місця. Село Маціївка було розкидане по всій долині, будівлі якого, своїми різнокольоровими покрівлями, виднілися серед садків, чагарників та пагорбів. А внизу протікала бурхлива річечка, котра запам'яталася мені тим, що весною робила велику шкоду людям, бо будівлі, що знаходилися близенько від неї, підтоплювало талою водою. Хата бабусі стояла аж на самісінькій горі і до неї треба було підійматися крутою кам'янистою стежечкою, а коло воріт завжди сидів старенький, згорблений дідусь у обшарпаній овечій шапці, котра кумедно сиділа у нього на голові, зсунувшись на ліве вухо, а худі, висохлі плечі прикривала якась вилиняла, потерта свитка, не кажучи вже за ватяні полатані штани, що були заправлені в биті, розтоптані валянці. Так, обпершись на палицю, ріденькою, схожою на цапину, бородою, він довгенько дивився кудись у далечінь підсліпуватими очима, перебираючи видно в пам'яті своє нелегке злиденне життя. А, як тільки закінчувалося моє лікування в бабусі, збирав нас з онукою цей старенький веселий дідусь біля себе, розповідаючи щось цікавеньке, або наспівуючи якусь кумедну пісеньку». |

## Пам'ятки
- Поселення Маціївка-1[d] (ІІ-І тис. до н. е.);
- Городище Городок[d] (X-XIII ст.);
- Братська могила радянських воїнів[d], які загинули при звільненні села у вересні 1943р.;